# Стаффорд, Эдвард
Э́двард Уи́льям Ста́ффорд (англ. Edward William Stafford, 23 апреля 1819 — 2 февраля 1901) — трижды премьер Новой Зеландии.

## Ранние годы жизни
Родился 23 апреля 1819 года в шотландском городе Эдинбург, в семье Беркли Бакингема Смита Стаффорда и его жены Энн Тайтлер. Обучался в Тринити Колледж, хотя и не получил там степень. Кроме того, в 1830—1836 годах обучался в Королевской школе Данганнона. В 1841—1842 годах совершил поездку в Австралию, а 12 января 1843 года переехал к родственникам в Новую Зеландию, поселившись в городе Нельсон. Его основным занятием стала организация импорта овец и лошадей из Австралии. В сентябре 1843 года он ходатайствовал о вынесении вотума недоверия действиям губернатора Роберта Фицроя после столкновения между маори и европейцами на реке Уаирау. В 1848 году Стаффорд принял активное участие в создании Конституционной ассоциации Нельсона (англ. Nelson's Constitutional Association), боровшейся за самоуправление Новой Зеландии, а 1850 году подготовил меморандум, направленный британскому правительству, с требованием немедленного создания представительного правления и предоставления всеобщих избирательных прав. В 1846 году женился на Эмили Шарлотт Уэйкфилд, умершей в 1857 году (детей в браке не родилось). 5 декабря 1859 года Стаффорд женился на Мэри Бартли.

## Политическая деятельность
В 1853 году Стаффорд был избран первым суперинтердантом Нельсона, то есть главой провинциального совета, который начал деятельность 3 ноября того же года. Стаффорд внёс значительный вклад в развитие провинции, а многие его решения легли в основу будущих преобразований во всей Новой Зеландии (например, введение светского, обязательного образования, активное строительство дорог). Кроме того, он вёл переговоры о запуске постоянного паромного сообщения между Южным и Северным островом, запустил программу общественных работ, которые оплачивались доходами от таможенных сборов и земельных налогов.
В 1855 году Стаффорд был избран членом парламента от округа Нельсон, оставаясь им вплоть до 1868 года, когда он стал представителем от округа Тимару. 2 июня 1856 года Стаффорд получил пост премьера Новой Зеландии. Одним из основных достижений его первого премьерского срока стало подписание Договора 1856 года, который урегулировал финансовые отношения между центральным и провинциальным правительствами, а также решил проблему долгов Новозеландской компании. В целом, за годы исполнения им своих полномочий парламентом страны было принято большое количество законодательных актов, например Закон о новых провинциях 1858 года. Кроме того, в годы премьерства Стаффорда была сильно снижена роль исполнительного совета ввиду того, что министры проводили встречи без губернатора, а также увеличено число министерских портфолио и усилено министерское представительство в Палате представителей.
В 1858—1859 годах Стаффорд совершил поездку по Европе, в том числе Британии. Хотя ему не удалось договориться о почтовом обслуживании Новой Зеландии через Панаму, а также решить проблему военных поселений, он смог добиться некоторых результатов, в том числе, принятия Закона о новых провинциях, который значительно подорвал власть провинций, а также назначения первого представителя Новой Зеландии в Лондоне. Согласно Закону о новых провинциях, губернатор наделялся правом издавать приказ о создании и размежевании новых провинций в случае, если к нему обращались с петицией 3/5 избирателей в составе не менее 150 человек, проживающих в округе, площадь которого была не менее 0,5 млн и не более 3 млн акров, а численность населения не менее тысячи европейцев. Кроме того, была значительно ограничена власть суперинтендантов, которые теперь избирались не населением, а провинциальным советом. Благодаря новому закону в 1858 году появилась провинция Хокс-Бей, которая отделилась от провинции Веллингтон, в 1859 году — провинция Марлборо, отделившаяся от провинции Нельсон, а в 1861 году — провинция Саутленд, выделившаяся из провинции Отаго (вновь объединились в 1870 году).
Тем не менее отсутствие Стаффорда во время покупки Уаитара имело катастрофические последствия для колонии, в которой вспыхнули столкновения с маори (сам премьер выступал против принуждения коренного населения к продаже своих земель европейским колонизаторам). 12 июля 1861 года Стаффорд с перевесом в один голос получил вотум недоверия, после чего вынужден был уйти в отставку, уступив пост премьера Уильяму Фоксу. Основной причиной ухода стало давление со стороны политической элиты Новой Зеландии, которое было недовольно многими факторами: началом экономического спада на Северном острове, результатами Закона о новых провинциях, ведением войны с маори. Следующие четыре года Стаффорд был оппозиционным членом парламента.
16 октября 1865 года из-за давления со стороны политической элиты и плохого здоровья ушёл в отставку премьер Фредерик Уэлд. Его место занял Стаффорд, став премьером Новой Зеландии во второй раз. Второй премьерский срок также был отмечен принятием большого количества законодательных актов, тем не менее он не пользовался особой популярностью у политической элиты из-за своих умеренных взглядов на проблему коренного населения, сокращения расходов на колониальный аппарат. Эту проблему доверия в некоторой степени удалось решить с формированием нового правительства в 1866 году, в которое был включён ряд оппозиционных Стаффорду политиков. Тем не менее сохранились многие проблемы, в том числе, проблема войн с маори, обходившихся очень дорого для новозеландского правительства, а также ухудшение отношений с британским правительством из-за резкого снижения затрат на ведение этих войн (при этом Стаффорд поддерживал сохранение в Новой Зеландии имперских войск, укрепил колониальные войска, поощрял военных поселенцев, обеспечил продовольственное и транспортное снабжение войск). Довольно шаткое положение премьера ввиду нескольких военных поражений от маори, экономического кризиса и постепенного ущемления власти провинций привело к вынесению вотума недоверия правительству Стаффорда 28 июня 1869 года.
Несмотря на это, 10 сентября 1872 года Стаффорду удалось снова прийти к власти, однако слабое правительство, деятельности которому мешали серьёзные разногласия внутри, просуществовало всего лишь до 11 октября 1872 года, когда новым премьером стал Джордж Уотерхаус.

## Поздние годы жизни
До марта 1878 года Стаффорд продолжаться оставаться членом парламента, представляя округ Тимару. Оставив политическую карьеру, он впоследствии отправился жить в Англию. В 1879 году Стаффорд получил Орден Святого Михаила и Святого Георгия в классе Рыцаря-Командора, а в 1887 году — в классе Рыцаря Великого Креста. Отказавшись от предложения со стороны британского правительства стать губернатором Мадраса или Квинсленда, Стаффорд оставил политическую карьеру, занявшись бизнесом и посвятив своё время семье. Умер 14 февраля 1901 года в Лондоне.